# 凯业必达
凯业必达（CareerBuilder）是一家成立于1995年的美國招聘网站，在美国、加拿大、欧洲和亚洲都设有办事处。

## 历史
凯业必达最初名為NetStart，1998年更名為CareerBuilder。2008年，就市場份額來說，凯业必达是美國最大的招聘網站。该網站由投资管理公司阿波羅全球管理所拥有。